# Katholieke Hogeschool Brugge-Oostende

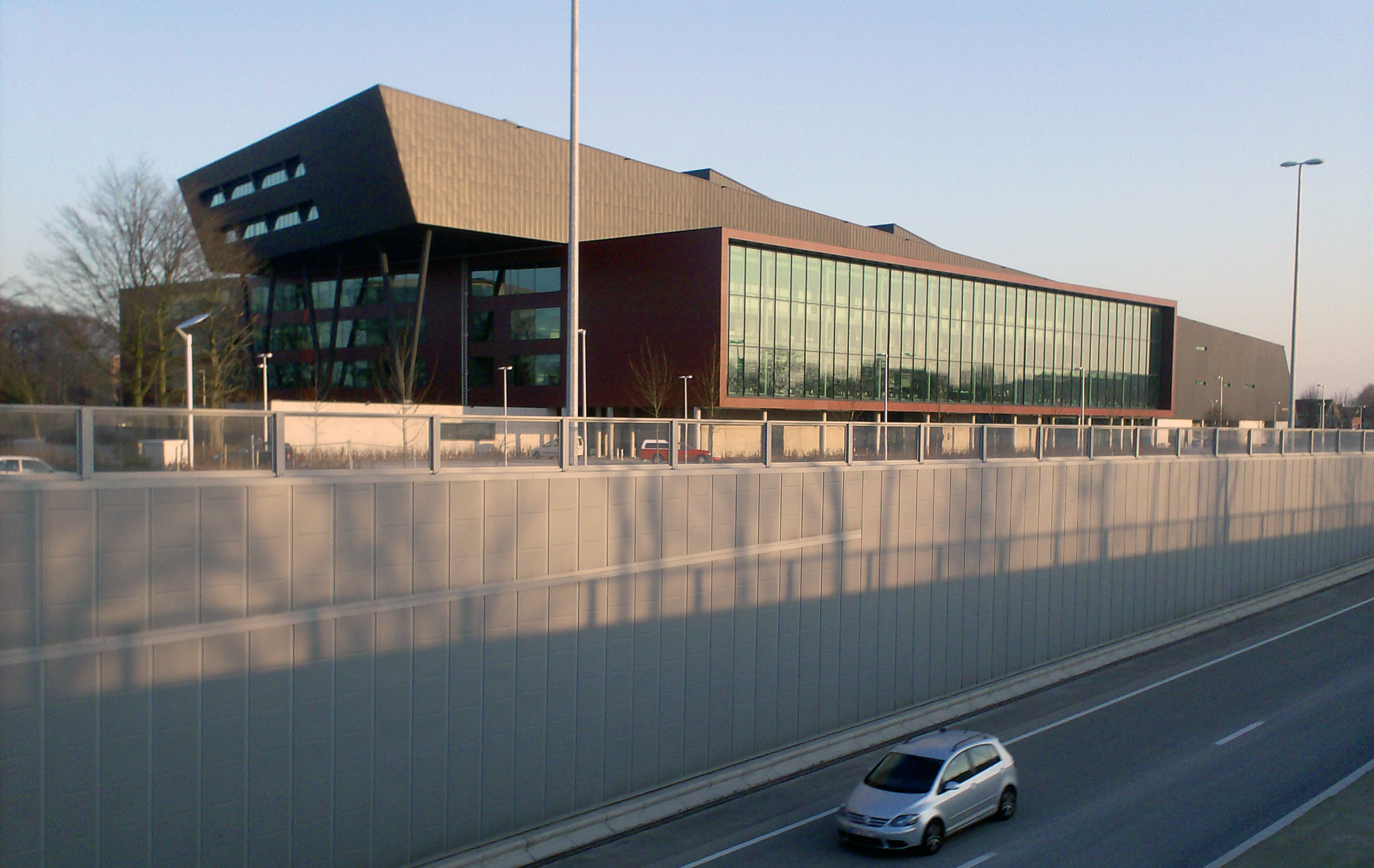
KHBO St.-Michiels, Brugge

De Katholieke Hogeschool Brugge-Oostende (KHBO) is een voormalige hogeschool in West-Vlaanderen.

## Geschiedenis
De school ontstond in de jaren negentig van de twintigste eeuw door de fusie van één Oostendse en drie Brugse hogescholen. De hogeschool werd in 2013 gesplitst in de Katholieke Hogeschool Vives en KU Leuven-campus Kulab.
Zoals de meeste katholieke hogescholen was ook de KHBO lid van het Vlaams Verbond van Katholieke Hogescholen en van de Associatie KU Leuven.